# 존 에노스
존 이노스 3세(John Enos III, 1962년 6월 12일 ~ )는 미국의 배우, 모델, 각본가이다. 보스턴에서 태어났다.

## 출연 작품
- 애쉬비 (2015년) - 코치 월리 역
- 더글러스 브라운 (2015년)
- 조이 (2015년) - 로데릭 역
- 자라스 로 (2014년)
- 더 스모킹 건 프리젠트: 월드 덤베스트 (2008년) - 본인 역
- 피니시 라인 (2008년)
- 샤크 스웜 (2008년)
- 에브리바디 원츠 투 비 이탈리안 (2008년) - 지안루카 역
- Toxic (2008)
- 메이드 인 브룩클린 (2007년)
- 해머 (2007년)
- 미셔너리 맨 (2007년)
- 더 킹스 오브 브룩클린 (2004년)
- 핫 파트 (2003년)
- 리뎁션 오브 더 고스트 (2002년)
- 폰 부스 (2002년) - 리온 역
- 데드 섹시 (2001년)
- 미 앤 윌 (1999년)
- 플로리스 (1999년)
- 블레이드 (1998년)
- 어디에도 없는 영화 (1997년)
- 레이븐 호크 (1996년)
- 그녀는 거짓말쟁이 (1996, Hello, She Lied)
- 블렛 (1996년)
- 더 록 (1996년)
- Ripple (1995) - 단편
- 한밤의 테러 (1994년)
- 데몰리션 맨 (1993년) - 죄수 역
- 오버 더 라인 (1992년) - 다이얼 역
- 죽어야 사는 여자 (1992년)

### 텔레비전
- 더 영 앤 더 레스트리스 (2003-05)
- 우리 생애 나날들 (2008-18)